# Двойной форсаж
«Двойно́й форса́ж» (англ. 2 Fast 2 Furious) — американский боевик 2003 года, снятый Джоном Синглтоном по сценарию Майкла Брандта и Дерека Хааса по сюжету Брандта, Хааса и Гэри Скотта Томпсона. Продолжение фильма «Форсаж» (2001), вторая часть  одноимённой франшизы, в которой Пол Уокер играет Брайана О'Коннера вместе с Тайризом Гибсоном и Евой Мендес. В фильме бывший офицер полиции Лос-Анджелеса Брайан О'Коннер и его друг Роман Пирс (Гибсон) работают под прикрытием для Таможенной службы США и ФБР, чтобы задержать наркобарона в обмен на стирание их судимостей.
Второй фильм «Форсаж» был запланирован сразу после выхода на экраны его предшественника в 2001 году и был подтверждён возвращением Уокера и продюсера Нила Х. Морица. Вин Дизель и Роб Коэн, партнёр по фильму и режиссёр первого фильма, не смогли вернуться; Гибсон и Синглтон присоединились к актёрскому составу в их отсутствие в 2002 году. Чтобы канонически объяснить уход Дизеля, был снят и выпущен короткометражный фильм «Включай турбонаддув» (2003). Основные съёмки для «Двойного форсажа» начались в сентябре 2002 года и продолжались до декабря того же года, в местах съёмок, включая Майами и прилегающие районы на юге Флориды.
Премьера фильма «Двойной форсаж» состоялась в Universal Amphitheatre 3 июня 2003 года, а в мировой прокат компания «Universal Pictures» выпустила его 6 июня. Фильм получил негативные отзывы критиков, критику за сценарий, отсутствие возвращающегося состава из первого фильма (кроме Уокера) и отсутствия оригинальности, но получил некоторую похвалу за беззаботность. «Форсаж 2» имел удачные кассовые сборы, собрав более 236 миллионов долларов по всему миру, что сделало его 17-м самым кассовым фильмом 2003 года и самым кассовым фильмом франшизы на тот момент. В 2006 году был выпущено самостоятельное продолжение «Тройной форсаж: Токийский дрифт».

## Сюжет
Бывший полицейский Брайан О’Коннор (Пол Уокер) стал простым уличным гонщиком и его ищут копы. Он гоняет по улицам Майами на своем купленном Nissan Skyline. После одного из заездов его ловит полиция и он разбивает свою машину. Бывший шеф Брайана вместо тюрьмы даёт ему задание под прикрытием: внедриться и разоблачить наркоторговца Картера Верона. О’Коннор берёт себе в помощники Романа Пирса (Тайриз Гибсон), который считает, что именно Брайан виноват в том, что он под домашним арестом.
Брайан и Роман прибывают на место и знакомятся со связным ФБР Моникой Фуэнтес (Ева Мендес) и им дают два конфискованных модифицированных автомобиля — Mitsubishi Lancer Evolution VII и Mitsubishi Eclipse Spyder GTS. Добравшись до особняка Верона, парни получают задание наряду с другими кандидатами: найти на штраф-стоянке красную Ferrari и забрать оттуда пакет. Брайан и Роман забирают пакет, но полиция перехватывает их на парковке, чем вызывает подозрение у Картера. Впрочем, пара успешно справляется с заданием и возвращает пакет Верону, но в нём оказывается всего лишь одна сигара. Верон рассказывает, что им необходимо в определённый день перевезти сумки с деньгами на аэродром.
Получив время для отдыха, Брайан наведывается к своему другу Теджу Паркеру и выясняет, что полиция вставила жучки в двигатели автомобилей, поэтому и нашла их на стоянке. Узнав про задание, ребята решают провести свою операцию и слинять с деньгами Верона. Для этого им нужны ещё машины. С большим трудом Брайан и Роман выигрывают у соперников по заданию с Феррари два автомобиля: Chevrolet Camaro SS 1969 года и Dodge Challenger 1970-го.
Тем временем, встретившись с ребятами в ночном клубе, Верон пытает шефа местной полиции и добивается для себя 15-минутного окна для вывоза денег и приставляет к Брайану и Роману на время задания своих телохранителей. С помощью своих знакомых О’Коннор придумывает, как избавиться от телохранителей и отвлечь внимание полиции. На утро Моника сообщает Брайану, что Верон решил убить обоих после задания, так как стал догадываться об их связи с ФБР.
В день перевозки шеф полиции не сдерживает своего обещания и начинает преследование раньше времени. Добравшись до нужного места и сменив машины, оба уходят от внимания полиции и разделяются. Роман выкидывает своего пассажира с помощью катапульты на закиси азота, встроенной в пассажирское сиденье, и двигается к аэродрому (в отличие от Романа, у Брайана не получилось выкинуть телохранителя из-за поломки механизма). Брайан тоже двигается к аэродрому, но его пассажир говорит, что им надо в другое место. О’Коннор прибывает на пирс, где стоит яхта Верона. Телохранитель хочет застрелить Брайана, но его спасает Роман. Далее, находясь за рулём Chevrolet Camaro SS, они прыгают с трамплина на яхту, причём весьма неудачно (Роман ломает руку). Верон уже готов убить обоих, но Брайан стреляет первый. Картера забирает ФБР. Отдав сумки с деньгами федеральным агентам, Брайан и Роман заслуживают снятия наказаний. Однако оказывается, что Роман всё же прикарманил несколько пачек банкнот.

## В ролях
| Актёр            | Роль                                 |
| ---------------- | ------------------------------------ |
| Пол Уокер        | Брайан О’Коннер                      |
| Тайриз Гибсон    | Роман Пирс                           |
| Ева Мендес       | Моника Фуэнтес                       |
| Коул Хаузер      | Картер Верон                         |
| Ludacris         | Тедж Паркер                          |
| Девон Аоки       | Суки                                 |
| Джеймс Ремар     | агент Маркхэм                        |
| Том Бэрри        | агент Билкинс                        |
| Амори Ноласко    | Оранж Джулиус (гонщик на Mazda RX-7) |
| Марк Бун младший | детектив Уайтворф                    |
| Мо Галлини       | Энрике                               |
| Роберто Санчес   | Роберто                              |
| Джин Онг         | Джимми                               |
| Эдвард Финлэй    | агент Данн                           |
| Майкл Или        | Слэп Джек                            |
| Джон Ченатьемпо  | Корпи                                |
| Эрик Этебари     | Дэрден                               |

## Съёмки

### Разработка
Благодаря невероятному отклику на «Форсаж» мы знали, что нашли отклик у молодых зрителей. Я считаю, что мы затронули культуру — очень городской мир уличных гонок. Это действительно нашло отклик у наших фанатов, которые продолжали поддерживать фильм, когда он вышел на DVD и видео — то есть, он просто взорвался снова, дав ещё большему количеству людей возможность прокатиться. Мы знали, что они готовы к новому фильму, но только если мы предоставим его с той же подлинностью и остротой, что и первый. Что ж, мы именно это и сделали.
Планы снять продолжение появились после кассового успеха фильма «Форсаж», который собрал более 200 миллионов долларов по всему миру. Джон Синглтон посмотрел первый фильм и был потрясен им, сказав: «Когда я увидел „Форсаж“, я подумал: „Чёрт, почему я не подумал об этом?“. Когда я рос в центральном районе Лос-Анджелеса, мы постоянно устраивали уличные гонки». Восторженные отзывы Синглтона о фильме, а также о культуре уличных гонок в целом повлияли на его решение стать режиссёром продолжения. Режиссёр также утверждал, что концепция уличных гонок может быть чем-то близка молодым зрителям.
Сценарий написали Майкл Брандт и Дерек Хаас, а также Гэри Скотт Томпсон (соавтор сценария для первого фильма). На раннем этапе было представлено два варианта сценария, один из которых не включал персонажа Вина Дизеля, так как актёр не хотел возвращаться в сиквел. Синглтон отметил, что фильм «Лучший стрелок» оказал большое влияние на фильм, особенно в отношении экшн последовательностей.

## Прокат
В Бразилии, Мексике и на Тайване прокат фильма стартовал 13 июня 2003 года, в России — 21 июля 2003 года, в Панаме, Сальвадоре и Эстонии — 29 августа 2003 года.

## Критика
«Двойной форсаж» получил негативные оценки от критиков и смешанные от зрителей. На Rotten Tomatoes фильм имеет рейтинг одобрения 36 %, основанный на 160 отзывах, и средний рейтинг 4,75/10. Критический консенсус сайта гласит: «Красивые люди и красивые машины в фильме, который не будет облагать налогом клетки мозга». На Metacritic он имеет средневзвешенную оценку 38 из 100, основанную на отзывах 36 критиков, что указывает на «в целом неблагоприятные отзывы». Зрители, опрошенные CinemaScore, дали фильму оценку «A-» по шкале от A+ до F.
Тодд Маккарти из журнала Variety написал: «Хотя этот сиквел, поставленный Джоном Синглтоном, представляет собой достаточно беззаботную прогулку, ему не хватает непритязательной свежести и привлекательного ощущения соседства, как в недорогом оригинале». Скотт Тобиас из The AV Club писал: «Синглтон отказывается от субкультуры андеграундных гонок, которая придавала очарование первому фильму, вместо этого полагаясь на ленивый сюжет триллера, который представляет собой всего лишь пакет пончиков и стоп-кадр вдали от обычного телевизионного полицейского шоу». Майк Кларк из USA Today поставил фильму 2 балла из 4 и написал: «Фильм полностью посвящен гонкам, и будь проклят персонаж, хотя все еще ошеломленные Уокер и Тайриз наконец-то установили небольшое взаимопонимание после очень тяжелого начала заезженной истории». Он заключает: «Отсутствие претенциозности помогает зрителю смириться с тем фактом, что это всего лишь еще одна переделка». Роджер Эберт из Chicago Sun-Times поставил фильму 3 балла из 4 и сказал: «У него нет мозгов. в его голове, но он сделан с умением и стилем, и, о боже, он быстрый и яростный». В 2019 году Бильге Эбери из Vulture также похвалил фильм, особенно режиссуру Синглтона.

В 2014 году Джон Синглтон сказал:
«Это было потрясающе. Руководители студии в то время просто хотели, просто сделайте это забавным, сделайте это крутым, сделайте это в этом поколении. Я не играл всей той техно-музыки, которую они использовали в первом фильме. Я не использовал ничего, кроме южного хип-хопа, который был в моде в то время. Я просто приукрасил его, я сделал его более многонациональным. Они как бы следовали парадигме, которую я установил. Что мы собираемся сделать здесь, так это характер Пола Уокера — благослови Бог его душу — Пол Уокер будет резким. Он будет больше похож на плохого мальчика. Это был фильм, где он был звездой. Это был фильм, где он был звездой картины, потому что у нас не был Вин Дизель. Это был настоящий забавный опыт».

### Награды
| Награда            | Категория                                                             | Номинант                         | Результат |
| ------------------ | --------------------------------------------------------------------- | -------------------------------- | --------- |
| MTV Movie Award    | Прорыв года                                                           | Лудакрис                         | Номинация |
| Золотая малина     | Худший ремейк или сиквел                                              | Двойной форсаж                   | Номинация |
| Золотая малина     | Худшая отговорка для настоящего фильма (вся концепция/без содержания) | Двойной форсаж                   | Номинация |
| Teen Choice Awards | Прорыв                                                                | Майкл Или                        | Номинация |
| Teen Choice Awards | Химия кино                                                            | Пол Уокер                        | Победа    |
| Teen Choice Awards | Лучшая драка/боевая сцена                                             | Пол Уокер против Тайриза Гибсона | Победа    |
| Teen Choice Awards | Лучший летний фильм                                                   | Двойной форсаж                   | Номинация |